# 非友好的な国と地域のリスト

ロシア 「非友好的な国と地域のリスト」掲載国・地域

非友好的な国と地域のリスト（ひゆうこうてきなくにとちいきのリスト、ロシア語: Список недружественных стран, tr. Spisok nedruzhestvennykh stran）は、ロシア連邦とその企業、国民に対して「非友好的な行動をとった」として、ロシア政府が公開した国・地域のリスト。
2021年5月にリストが制作された際は、米国およびチェコの2か国だけが掲載されていた。その後、2022年2月24日に始まったロシアのウクライナ侵攻への対応として、ロシアに制裁を課したか、または制裁に加わったEUを含む複数の国や地域が追加され、同リストは48の国と地域に拡大した。2022年9月現在、全てのG7加盟国と全てのEU加盟国（27か国）がリストに掲載されている。
非友好国リストに追加された国は、当該国とロシアとの関係に関連する特定の制限（貿易と通貨の制限、リスト掲載国のロシアにおける外交使節団の雇用制限など）の対象となる。

## 国と地域のリスト
アメリカとチェコは2021年5月にリストに追加され、リストの残りの国は2022年3月以降に追加された。
2021年5月追加
- アメリカ合衆国[7]
- チェコ

2022年3月追加
- アルバニア
- アンドラ
- オーストラリア
- カナダ
- アイスランド
- 日本
- リヒテンシュタイン
- ミクロネシア連邦
- モナコ
- モンテネグロ
- ニュージーランド
- ノルウェー
- 北マケドニア
- サンマリノ
- シンガポール
- 韓国
- スイス
- 台湾
- ウクライナ
- イギリス[注釈 1]
- 欧州連合[注釈 2]

2022年7月22日追加
- クロアチア
- デンマーク
- ギリシャ
- スロバキア
- スロベニア

2022年7月24日追加
- バハマ

2023年3月追加
- ハンガリー

## 経緯
2018年6月、ロシアのウラジーミル・プーチン大統領は、ロシアに対して「非友好的な」行動をとったと判断された国への対抗措置を導入する権限を政府に与える法律に署名した。列挙された対応策には、輸出入の制限、国際協力の停止または終了、公共資産の民営化への非友好国企業の参加禁止などが含まれていたが、具体的な対象国は記載されていなかった。法案成立を報じたロシアの国営メディアは、同法の対象国として米国を明示した。
2021年4月、ロシア外務省報道官マリア・ザハロワは、ロシアが米国を含む「非友好国リスト」を公開すると発表した。流出したリストの初期の草案には最大10か国が含まれていたが、ロシアが公開した最終的なリストには、米国とチェコ共和国の2か国しか含まれていなかった。
当時、ロシアと両国の関係は最悪の状態となっていた。米国とロシアは、互いの外交官を追放しており、米国はロシアがサイバー攻撃を行い、米国の選挙に干渉したと主張し、その報復として、ロシアに対して制裁を課した。チェコは、2014年に同国内で発生した弾薬庫爆発事件にロシア情報機関が関与したとしてロシア外交官に国外退去を命じていた。
2022年2月、ロシアは隣国のウクライナに本格的な侵攻を開始した。ミクロネシアがロシアとの国交断絶を決定したことに加えて、世界中の多くの国が、侵攻への報復としてロシア経済を麻痺させる目的でロシアへの経済制裁を発動し始めた。これを受けて、ロシアは制裁を課したり外交関係を断絶したりした国や地域を非友好的な国と地域のリストに加えたことで、同リストは48の国と地域に拡大した。
2022年7月22日、ロシアは欧州連合とは別に、クロアチア、デンマーク、ギリシャ、スロバキア、スロベニアを個別にリストに追加した。ロシアのミハイル・ミシュスティン首相は、このリストは現在、「ロシア、特に海外のロシアの外交代表と領事館の代表に対して非友好的な行動をとった」国で構成されていると述べた。
2022年7月24日、ロシアはバハマ、王室属領ガーンジー島、マン島をリストに追加した。
2022年10月30日に11のイギリスの海外領土がリストに追加された。
2023年3月にハンガリー、同年8月にノルウェーがリストに追加された。

## リストの国と地域に対する制限
ロシアにとって「非友好的」とみなされる国に対する制裁を発動する法的根拠は、2018年6月に最初に可決された法案であり、同法には利用可能な対抗措置として輸出入制限、国際協力の停止または終了、公共資産の民営化への非友好国企業の参加禁止などが列挙されていた。2021年5月に米国とチェコがリストに掲載された際、ロシアは、ロシア国内の両国の外交使節団が雇用できる現地職員の数に制限を加えた。非友好国指定により、ロシア国内の米国公館は現地職員の雇用が禁止され、チェコ公館の現地職員数は最大19人までに制限された。
2022年3月、ウクライナ侵攻に対応してロシアに課された制裁への報復として、ロシアは、ロシアに制裁を課した国と地域を非友好国リストに追加した。ロシア政府、企業、市民がリスト掲載国の債権者に負っている外貨債務をロシアの通貨ルーブルで一時的に支払うことを許可した（その場合、ロシアの銀行に特別口座を開設する必要あり）。さらに、ロシア企業と非友好国リスト掲載国の主体との間のすべての新規企業取引は、政府の委員会からの承認を求めなければならなくなった。
プーチン大統領は数週間後、非友好国リストの国に輸出するロシアの天然ガスの支払いとして、ロシアはルーブルのみを受け入れると発表した。ロシアの大手7銀行が国際銀行間通信協会（SWIFT）から排除されたことに加えて、非友好国がロシア中央銀行のドルやユーロなどの外貨建て資産を凍結した（外貨準備全体の約6割）ことで、ロシアはもはや、外国口座を介したドルとユーロでの支払いが実行可能とは見なさなくなった。ロシアのガスプロム銀行とロスネフチ銀行は、ロシアのガスと石油の支払いをガスプロムとロスネフチが処理できるようにするため、SWIFT制裁を免れている。しかし、ロシアは依然として、これらの銀行に保管されているエネルギー代として支払われたドルまたはユーロが、将来のSWIFT排除の拡大で凍結される可能性があるというリスクに直面しており、ルーブル払いを必要とすることでその事態を未然に防ぐことになる。プーチン大統領は、結果として、他の通貨で支払いを受け取ることは「意味がない」と述べた。さらに、ロシアに対する国際制裁により、ルーブルの価値が急落した。リストに追加された欧州連合は、天然ガス輸入の40%をロシアに依存しており、ルーブルでの支払いを強制することは、通貨の需要と価値を増大させるのに役立つ可能性がある。
2022年4月4日、ロシア政府は、EUによる敵対的措置への報復としてロシアのプーチン大統領が「非友好国」の市民に対するビザ制限を導入する大統領令に署名したと述べた。法令によると、ロシアは、ノルウェー、アイスランド、スイス、リヒテンシュタイン及びEU加盟国との簡素化されたビザ協定を一部停止する。ロシア政府はまた、この法令は、ロシアと同国の市民、または法人に対して敵対行為を行う外国人および無国籍者に対して個別の入国制限を課すよう、同国の外務省に命じていると述べた。
2022年5月31日、ロシアはネオンやヘリウムなどの不活性ガスの「非友好国」への輸出を禁止した。これは、ロシアへの電子機器の輸出禁止を受けた対抗措置であった。
2022年7月22日、クロアチア、デンマーク、ギリシャ、スロバキア、スロベニアがリストに追加された際、在ロシアのデンマーク大使館のスタッフは20人に制限され、ギリシャ大使館は34人、スロバキア大使館は16人に制限されている。さらに、クロアチアとスロベニアの大使館は、「外交使節団と領事館で従業員を雇うことができなくなる」とされた。
2022年9月5日、ロシア政府は、北方4島元島民らと現住民のロシア人の双方がビザを取得せず往来できるようにした日ロ間の交流事業「ビザなし交流」に関する合意を一方的に破棄する政令を出した。